# 十二道門的秘密
《Twelve Doors》（十二道門的秘密），又稱《12門》），是由SANETOMO WORKS設計，是一款免费的网页恐怖驚悚類遊戲，玩家在遊戲中扮演著一個在秘密研究組織的人。遊戲裡面有一些生化怪物和變種生物，例如蝙蝠人、狼人等。

## 故事背景
主角的記憶喪失（失憶症），身旁只有一個隨身手提箱和一只手電筒，他必須探索周遭的環境,以查出究竟發生了什麼事情。

## 外部連結
- Twelve Doors遊戲頁面（日文）
- Twelve Doors英文版遊戲頁面（英文）